# Nemotelus canadensis
Nemotelus canadensis är en tvåvingeart som beskrevs av Friedrich Hermann Loew 1863. Nemotelus canadensis ingår i släktet Nemotelus och familjen vapenflugor. Inga underarter finns listade i Catalogue of Life.